# Dakarbazin
A dakarbazin (INN: dacarbazine) szétszórt (disszeminált) áttétes melanóma (bőrrák), előrehaladott Hodgkin-limfóma és lágyszöveti szarkóma(en) (kivéve a mezoteliómát(en) és a Kaposi-szarkómát) elleni kemoterápiás szer. A nitrozoureák csoportjába tartozik.
Aktív metabolitja a temozolomid(en), amelyet önálló hatóanyagként is alkalmaznak.
Fotemusztinnal(en) kombinációban is adják.
Egy 675 betegen végzett összehasonlító vizsgálat a vemurafenibet(en) sokkal hatásosabbnak találta a dakarbazinnál.

## Hatásmód
A DNS előállítását, ezáltal a sejt osztódását gátolja. Alkiláló(en) hatása is van, és elképzelhető, hogy más módon is gátolja a sejt szaporodását. A pontos hatásmódja nem ismert.

## Mellékhatások
Neutropénia(en) (a fehérvérsejtek egyik típusának kóros csökkenése a vérben), trombocitopénia(en) (a vérlemezkék számának kóros csökkenése a vérben). 10–15 nappal a beadást követően alakul ki.
Emésztőrendszeri mellékhatásait a modern antiemetikumok(en) eredményesen kivédik.

## Adagolás
Melanóma elleni általános alkalmazása 4-hetente ismétlődő 5 napos ciklus, 250 mg/m² adagolásban, intravénásan vagy 15–30-perces gyors infúzióban.
Hodgkin-limfóma ellen 15-naponként napi 375 mg/m² adagban, intravénásan, doxorubicinnal, bleomicinnel(en) és vinblasztinnal kombinációban (ABVD-kezelés(en)).
Lágyszöveti szarkóma ellen 3-hetenként 5 napig, napi 250 mg/m² adagban, intravénásan, doxorubicinnal kombinálva (ADIC-kezelés).
Az injekciós oldatot közvetlenül a felhasználás előtt kell elkészíteni. A dakarbazin fényérzékeny, ezért nem átlátszó, az UV-fénytől is védő PVC infúziós csöveket kell használni.
Ügyelni kell rá, hogy a szer ne jussun a vénán kívülre, mert erős helyi fájdalmat és szövetkárosodást okoz. Ha mégis bekövetkezik, a beadást azonnal abba kell hagyni, és másik vénában folytatni. Az infúzió előtt célszerű 5–10 ml nátrium-klorid vagy 5%-os glükózoldattal ellenőrizni, hogy a szer be tud-e folyni a vénába, a végén pedig ugyanígy kimosni a csőből a maradék szert.
A kezelés során rendszeresen ellenőrizni kell a vörösvértestek számát, valamint a máj- és vesefunkciót. Az emésztőrendszeri panaszok elkerülésére a szerrel együtt antiemetikumot is kell adni.

## Készítmények
- DTIC

Magyarországon:
- DACARBAZIN LACHEMA 100 por injekcióhoz
- DACARBAZIN LACHEMA 200 por injekcióhoz